# جسر دافتاشن

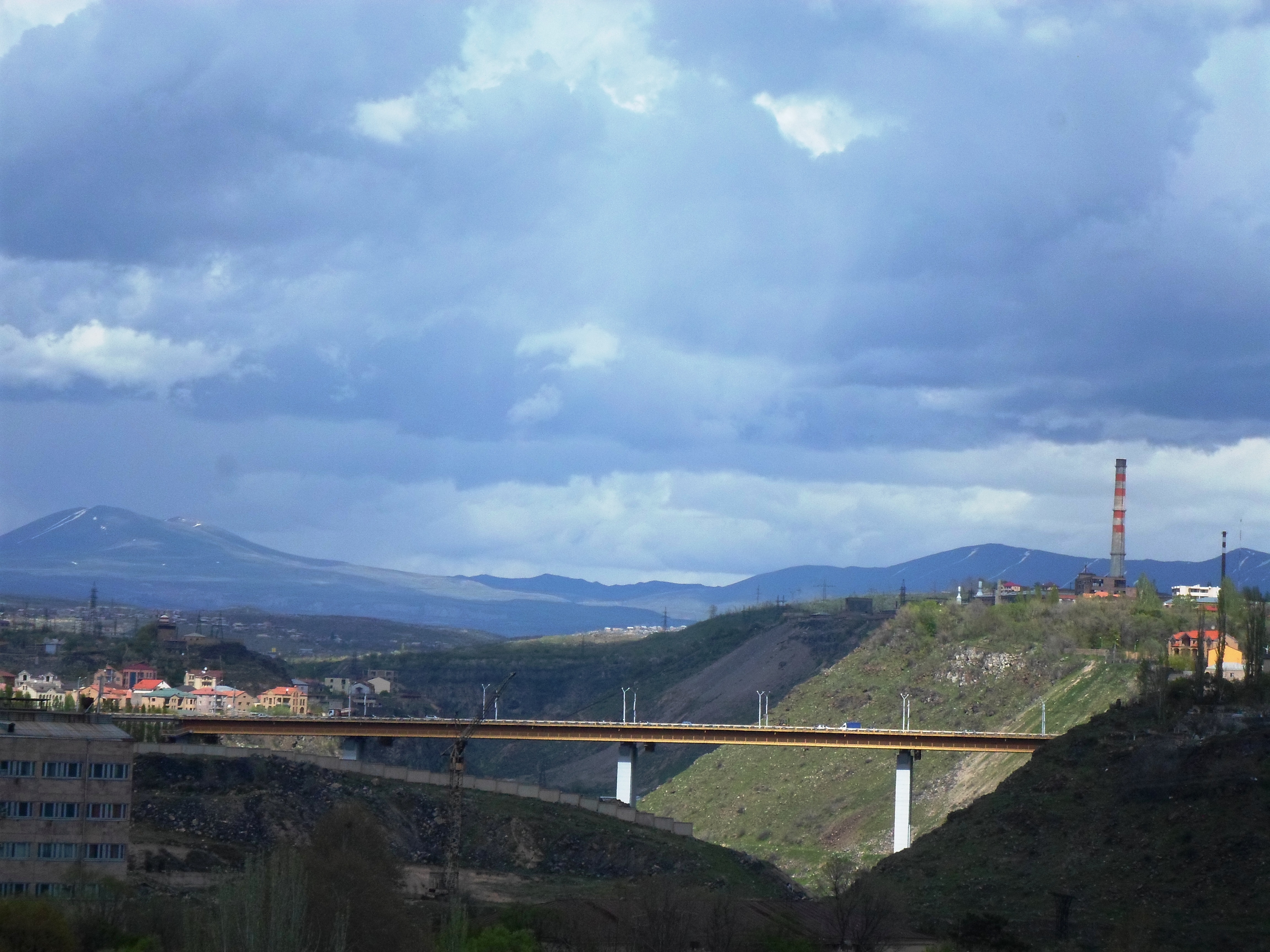
صورة لجسر دافتاشن

جسر دافتاشن (الأرمني: Դավթաշենի կամուրջ) هو جسر للحركة المرورية يعبر نهر هرزدان في يريفان، أرمينيا. يربط شارع فاغرشيان التابع لحي أربكير بشارع ساسنا تزرر في منطقة دافتاشن داخل العاصمة.
بدأت عملية البناء خلال السبعينيات من قبل الحكومة السوفيتية قبل أن تتخلى عنها بعد فترة وجيزة ليتم إنهاءه في عام 2000 من قبل شركة كامورجين. ويبلغ ارتفاع الجسر فوق مستوى مياه نهر هرازدان -92م.
تم تصميم الجسر من قبل المهندس المعماري رافائيل إسرائيليان.